# Élection législative partielle de 1926 dans le Nord
Les élections législatives partielles de 1926 dans la 1re circonscription de Dunkerque se déroulent le 12 décembre 1926.

## Circonscription
Aucune, élection au niveau du département.

## Contexte
Le mode de scrutin utilisé est toujours le système mixte majoritaire-proportionnel dans le cadre du département mais à la suite des décès de trois députés du Nord, MM. Gustave Delory, Charles Saint-Venant et Ernest Macarez, Félix Coquelle est désigné pour figurer sur la liste républicaine.

## Résultats[1]
- Député sortant : Gustave Delory (socialiste)

| Candidat           | Candidat        | Parti          | Premier tour | Premier tour | Second tour | Second tour |
| Candidat           | Candidat        | Parti          | Voix         | %            | Voix        | %           |
| ------------------ | --------------- | -------------- | ------------ | ------------ | ----------- | ----------- |
|                    | Félix Coquelle* | URD            | 193 872      | 44,69        |             |             |
|                    |                 |                |              |              |             |             |
| Inscrits           | Inscrits        | Inscrits       | 515 212      | 100,00       |             |             |
| Abstentions        | Abstentions     | Abstentions    | 73 141       | 14,27        |             |             |
| Votants            | Votants         | Votants        | 439 071      | 85,72        |             |             |
| Blancs et nuls     | Blancs et nuls  | Blancs et nuls | 5 306        | 1,20         |             |             |
| Exprimés           | Exprimés        | Exprimés       | 433 765      | 98,47        |             |             |
| * députés sortants |                 |                |              |              |             |             |